# Spongodes indica
Spongodes indica is een zachte koraalsoort uit de familie Nephtheidae. De koraalsoort komt uit het geslacht Spongodes. Spongodes indica werd in 1906 voor het eerst wetenschappelijk beschreven door Thomson & Henderson. 